# タルラ・ライリー
タルラ・ライリー（Talulah Riley, 1985年9月26日 - ）は、イギリスの女優、映画監督、脚本家。

## 生い立ちと教育
イングランド、ハートフォードシャー出身。祖父は起業家でセキュリティシステム会社および広告代理店の創設者である。オープン大学にて自然科学の学位を取得。

## キャリア
2003年よりテレビ・映画に出演。2005年には舞台デビューもしている。

## 私生活
スペースXのCEOを務める南アフリカ出身の起業家であるイーロン・マスクと2008年に婚約し2010年に結婚。2012年には一度離婚したが、2013年によりを戻し再婚。2014年3月のインタビューでは、マスクの前妻との間の5人の子供と共に、現在でも幸せに暮らしていると語っていた。2016年3月再度離婚。
2023年7月、トーマス・ブロディ＝サングスターとの婚約を発表した。

## 主な出演作品

### 映画
| 公開年 | 邦題 原題                                                                             | 役名                 | 備考       |
| ------ | ------------------------------------------------------------------------------------- | -------------------- | ---------- |
| 2003   | 名探偵ポワロ 五匹の子豚 Agatha Christie's Poirot: Five Little Pigs                    | アンジェラ(少女期)   |            |
| 2005   | プライドと偏見 Pride and Prejudice                                                    | メアリー・ベネット   |            |
| 2006   | アガサ・クリスティー ミス・マープル2 動く指 Agatha Christie Marple: The Moving Finger | ミーガン・ハンター   | テレビ映画 |
| 2007   | 聖トリニアンズ女学院 St Trinian's                                                     | アナベル・フリットン |            |
| 2009   | パイレーツ・ロック The Boat That Rocked                                               | マリアン             |            |
| 2009   | 聖トリニアンズ女学院2 St Trinian's 2: The Legend of Fritton's Gold                    | アナベル・フリットン |            |
| 2010   | インセプション Inception                                                              | ブロンド             |            |
| 2012   | ヒットマン レクイエム The Liability                                                   | 女                   |            |
| 2013   | マイティ・ソー/ダーク・ワールド Thor: The Dark World                                  | 看護師               |            |
| 2020   | ブラッドショット Bloodshot                                                            | ジーナ・ギャリソン   |            |

### テレビシリーズ
| 放送年    | 邦題 原題                  | 役名       | 備考       |
| --------- | -------------------------- | ---------- | ---------- |
| 2016-2018 | ウエストワールド Westworld | アンジェラ | 計12話出演 |